# 长沙市雨花区砂子塘小学
28°10′50″N 112°59′21″E / 28.18063°N 112.98919°E
长沙市雨花区砂子塘小学，通称砂子塘小学，简称砂小，创办于1963年，校本部位于湖南省长沙市雨花區砂子塘路16号，是一所拥有100个教学班的大规模、综合化的公立全日制完全小学。

## 历史沿革
砂子塘小学于1963年建校，是长沙四大名小学之一。学校“一校三址”，现有107个教学班，学生5400多名，教职工310余名，2个市级名师工作室、3个区级名师工作室。
2000年11月，与洞井镇天华村达成联合办学协议，共建长沙市砂子塘天华寄宿制实验学校，是砂子塘教育集团第一所分校，2022年更名为砂子塘天华小学。
2002年6月27日，经雨花区人民政府批准，由砂子塘小学、砂子塘天华寄宿制实验学校、砂子塘小白鸽幼儿园共同组建的“中国·长沙砂子塘教育集团”成立。

## 荣誉称号
先后荣获中华人民共和国教育部首批命名的“现代教育技术实验学校”“全国少先队红旗大队”“湖南省基础教育实验学校”“湖南省课程改革样板建设校”“长沙市文明标兵单位”等荣誉称号。

## 集团办学
从2002年集团化办学起步至今，砂子塘教育集团形成了“十三校”办学规模，现有两万八千多名学生，一千六百多名教师。除了砂子塘小学东塘校本部以外，砂子塘小学集团另有：
- 砂子塘第二小学
- 砂子塘小学万博汇校区
- 砂子塘新世界小学
- 砂子塘小学第六都校区等[8][9]

## 争议事件
2018年10月10日18时，澎湃新闻反映长沙市雨花区砂子塘小学60余名小学生被罚跪事情，区教育局高度重视，立即成立调查组，按程序依法依规进行处理。校方表示“天大错事，解聘涉事老师”。